# L'Avenir (schip, 1914)
De L'AVENIR is een wachtschip van Scoutinggroep de Watergeuzen in Zaandam. Het is als varend monument ingeschreven in het Register van de Federatie Varend Erfgoed Nederland. Het schip wordt gebruikt als varend clubhuis en als onderkomen bij vaartochten door het land.
In het achterste deel van het ruim zijn 42 vaste kooien, het voorste deel is vrij voor allerlei activiteiten. De kombuis, toiletten en de wasruimte bevinden zich onder het herft aan de voorkant in het ruim. De theehut is nog origineel, met bank en een eigen keuken. Het vooronder wordt als werkplaats gebruikt. De roef wordt door de Wilde Vaart gebruikt en in de roef is nog de bedstee aanwezig.  Ook het stuurhuis is nog origineel met een stuurrad. Koppeling en gas worden hiervandaan bediend door middel van  stangen. Voor de stroomvoorziening heeft het schip een generator, Hatz 23 kva luchtgekoeld uit 2005.

## Geschiedenis
In de Tweede Wereldoorlog werd de kop van het schip verwijderd, zodanig dat het gebruikt kon worden om bij de invasie in Engeland met het schip het strand op te varen.
Bij de laatste werfbeurt bleek de speling op de roeren te groot om mee door te mogen varen en moesten ze voorzien worden van nieuwe bussen.

## Liggers Scheepmetingsdienst[4]
| Meetnummer | District en volgnr.  | Meetdatum      | Meetplaats      | Lengte [m] | Breedte [m] | Inzinking [m] | Waterverplaatsing [ton] | Naam     | Eigenaar                     | Domicilie |
| ---------- | -------------------- | -------------- | --------------- | ---------- | ----------- | ------------- | ----------------------- | -------- | ---------------------------- | --------- |
| Ga1313N    | Gouda 1313           | 30 maart 1914  | Alphen a/d Rijn | 40,00      | 6,60        | –             | 349,989                 | L'AVENIR | N.V. Sleepschip L'Avenir     | Rotterdam |
| R11081N    | Rotterdam 11081      | 4 januari 1938 | Rotterdam       | 40,03      | 6,60        | –             | 356,635                 | L'AVENIR | A. Doorneveld                | Rotterdam |
| A14173N    | Amsterdam 14173      | 8 juni 1950    | Amsterdam       | 40,25      | 6,60        | 2,07          | 368,721                 | L'AVENIR | A. Doorneveld                | Rotterdam |
| A17257N    | Amsterdam 17257      | 2 juli 1957    | Wormer          | 40,22      | 6,60        | 2,07          | 355,244                 | L'AVENIR | –                            | –         |
| BR9790B    | Buitenlandse meting? |                |                 |            |             |               |                         |          |                              |           |
| A25087N    | Amsterdam 25087      | 3 mei 1979     | –               | 40,22      | 6,60        | 1,09          | 70,591                  | L'AVENIR | Scoutinggroep De Watergeuzen | Zaandam   |